# 立陶宛苏维埃社会主义共和国
立陶宛苏维埃社会主义共和国，苏联的加盟共和国，简称立陶宛或蘇維埃立陶宛，是1940年至1941年以及1944年至1990年間蘇聯的加盟共和國之一。在1946年之後除了與白俄羅斯之間的邊界略有調整以外，其疆域及國界與今天的立陶宛相同。
在第二次世界大戰中，原來獨立的立陶宛共和國於1940年6月16日被蘇聯軍隊佔領，並在1939年8月23日的蘇德互不侵犯條約中的條款獲得確認，7月21日建立成傀儡政權。1941年至1944年間，德國入侵蘇聯造成了其事實上的解散。然而，隨著德國人在1944年至1945年的撤退，蘇聯共產黨重新建立由立陶宛共產黨一黨專政的蘇維埃政權，並持續了四十五年。因此，許多西方國家繼續承認立陶宛是一個獨立的、法律上的主權國家，受國際法約束，以1940年前波羅的海國家任命的使館為代表，這些使館通過立陶宛外交體系在各地發揮作用。
1989年5月18日，立陶宛蘇維埃社會主義共和國宣布自己是一個主權國家，但仍是蘇聯的一部分。1990年3月11日，立陶宛共和國重新建立獨立國家。考量到蘇聯當局佔領的非法性，其在蘇聯解體前隨即就獲得西方承認。蘇聯本身於1991年9月6日承認立陶宛獨立。

## 歷史
1918年，立陶宛宣布独立，成立立陶宛王国，以德国的第二代乌拉赫公爵威廉·卡尔为国王；11月又宣布为共和国。同年年底至翌年年初，立陶宛部分地区先后建立了苏维埃政权，1919年2月-8月存在过立陶宛-白俄羅斯蘇維埃社會主義共和國。根据《苏德互不侵犯条约》的秘密协定书中的约定，立陶宛被划为苏势力范围，1940年，苏联入侵立陶宛，同年7月成立立陶宛苏维埃社会主义共和国；8月，苏联正式吞并立陶宛。8月1日蘇共37周年黨慶當天設立為蘇聯直轄的加盟共和國。立陶宛位于波罗的海沿岸，分别和拉脱维亚苏维埃社会主义共和国、白俄罗斯苏维埃社会主义共和国、波兰和俄罗斯苏维埃联邦社会主义共和国的飞地加里宁格勒州接壤。首都维尔纽斯。
立陶宛被苏联吞并后，反抗苏联占领的民族主义活动时有发生。1985年，戈尔巴乔夫掌握苏联权力后，开始进行政治改革。1988年底，立陶宛改革运动（简称“萨尤季斯”）成立。该组织首先提出了废除1939年的苏德条约问题，否定并入苏联的合法性。1989年，萨尤季斯同爱沙尼亚和拉脱维亚的人民组织利用苏德条约签订50周年之际，高唱立陶宛共和国国歌、呼喊“打倒俄罗斯帝国”等口号。1990年，萨尤季斯在立陶宛最高苏维埃（议会）选举中获胜，取得执政党的地位，新的苏维埃通过“关于恢复独立的立陶宛国家”的协议，宣布国家独立，定国名为“立陶宛共和国”，并恢复1940年前的国旗。立是苏联15个加盟共和国中第一个宣布独立的共和国。
萨尤季斯的独立主张遭到苏联当局的激烈反对。为镇压立陶宛独立，苏联政府采取了一系列措施，出兵占领了维尔纽斯。1991年，苏联与立陶宛的各种矛盾日趋尖锐，社会动荡加剧。苏联八一九事件后，苏联国务委员会于9月6日承认立陶宛独立，苏联随后解体。立陶宛正式独立。